# メダロット
『メダロット』とは、1997年にイマジニアから発売されたゲームソフト『メダロット』を始めとする、コンピュータゲーム、漫画、アニメのシリーズの総称である。いずれの作品でも、「メダル」と呼ばれる物体によって機動する1メートル弱のロボット「メダロット」を戦わせる競技「ロボトル」が流行している世界を舞台として物語が描かれる。ゲーム作品ではスタッフとして、ほぼ全ての作品に原作者のほるまりんがキャラクターデザイン、メダロットデザインなどでかかわっている（『メダロット7』以降はメダロットデザインのみ）。

## 歴史
1997年、ゲームソフトの発売と同時期に『コミックボンボン』誌上にてほるまりん作による漫画を連載開始。以降テレビアニメ（1999年と2000年に計2作）、トレーディングカードゲームと様々な方向に展開した。
2004年12月16日に『真型メダロット』を発売して以降シリーズに大きな動きは無かったが、2009年に新作『メダロットDS』が発表、2010年5月27日、ロケットカンパニーより発売され、漫画版『メダロットDS』が『デンゲキニンテンドーDS』で連載された。同じく2010年、廃盤となっていたアニメ版『メダロット』のDVDもDVD-BOXとしてスーパー・ビジョンから発売された。また7月30日と8月27日に『メダロット魂』のDVD-BOXが発売された。
2010年9月22日、ニンテンドー3DSでのメダロットシリーズの作品が開発中であると発表され、2012年9月13日に『メダロット7』が発売された。2013年7月末に新作『メダロットDUAL』製作発表された。以降もどのシリーズでも手が取れるように世界観を一新した物が製作されている。
2013年6月21日より、漫画『メダロット』の単行本が『新装版 メダロット ヒカル編』として復刊される。
2014年8月28日にはニンテンドー3DS『メダロット8』が発売。それに先駆けてniconicoでほるまりんによる漫画やキャラクターデザイン公募などのメディア展開も開始されている。
2017年には20周年記念として、ナンバリングタイトルの『1』から『5』までを収録かつ、手軽に遊ぶための補助機能などを実装した『メダロット クラシックス』が発表された。
2018年にはシリーズ第1作の発売日である11月28日が「メダロットの日」と制定された。

## 世界設定
人と同等以上の知能を持つ機械、メダロットが全世界に普及している現代（近未来?）が舞台である。メダロットはおもちゃとして普及しており、またメダロット同士を対戦させる競技、通称ロボトルが流行している世界が舞台となる。作品によっては、メダロットを悪用し世界征服を企むロボロボ団や街の平和を守るセレクト隊等、世界観に差異があるが、総じて主人公と仲間達、そしてメダロットが協力して危機に立ち向かっていく物語である。
ゲームおよび漫画、その後のアニメ等の各種メディア作品が充実した作品になるように、設定関係は各作品で自由に取り出して使用できる事を念頭に設定されている。その上で最低限の設定として、メダロットの定義（パーツの接続を担う神経兼骨格の基礎パーツと、筋肉および外骨格（外装）の4つの四肢パーツで構成され、メダルを装着して起動するロボット。）が基本的に共通している。故に、メダロットの中枢となるメダルについても例外ではなく、6角形でメダロットにおける思考部分というものからさらに、細かい点についてはメディアによって設定が異なっている。その例としてメダルの起源は、漫画版では宇宙人の生物兵器、ゲーム版では異星人が他星の知的生命体を進歩させるために派遣したロボット、アニメ第1期では、古代メダロ人が形を変えたものとされている。

## メダロットとは
メダロットとは、メダルによって機動する人型機械、つまりメダルロボットの略称である。その機体はメダルを中核とし、骨子となるティンペットと外殻となるパーツから構成されている。基本フレームであるティンペットに4種のパーツ、頭胸部パーツ、左腕パーツ、右腕パーツ、脚部パーツを装着、最後に人工知能の役割を果たすメダルを装填する事により、人間と同等以上の知能と行動力を有した、全長約1m程の人型ロボットが完成するのである。
ゲーム作中での機能説明は、基本システムの項を参照。メダロット自体の解説についてはメダロット (架空のロボット)を参照。

## ゲーム作品一覧
| 1997 | メダロット                                   |
| 1998 | メダロット パーツコレクション                |
| 1998 | メダロット パーツコレクション2               |
| 1999 | メダロット パーフェクトエディション          |
| 1999 | メダロット2                                  |
| 1999 | メダロット2 パーツコレクション               |
| 1999 | メダロットR                                  |
| 2000 | メダロット カードロボトル                    |
| 2000 | メダロットR パーツコレクション               |
| 2000 | メダロット3                                  |
| 2000 | メダロット3 パーツコレクション Zからの超戦場 |
| 2001 | メダロット4                                  |
| 2001 | メダロット・ナビ                             |
| 2001 | メダロット5 すすたけ村の転校生               |
| 2002 | メダロットG                                  |
| 2002 | メダロット弐CORE（先行販売）                 |
| 2003 | メダロット弐CORE（一般販売）                 |
| 2003 | メダロットBRAVE                              |
| 2004 | 真型メダロット                               |
| 2005 |                                              |
| 2006 |                                              |
| 2007 |                                              |
| 2008 |                                              |
| 2009 |                                              |
| 2010 | メダロットDS                                 |
| 2011 |                                              |
| 2012 | メダロット7                                  |
| 2013 | メダロットDUAL                               |
| 2014 | メダロット8                                  |
| 2015 | メダロット9                                  |
| 2016 | メダロット ガールズミッション                |
| 2017 | メダロット クラシックス                      |
| 2018 |                                              |
| 2019 | メダロットS                                  |
| 2020 | メダロット クラシックス プラス               |
| 2021 |                                              |
| 2022 |                                              |
| 2023 |                                              |
| 2024 |                                              |
| 2025 | メダロットサバイバー                         |

基本的に「カブト・クワガタ」の2バージョン並立発売。バージョンごとに入手可能なメダル・パーツが異なるが、シナリオは同一である。バージョン名は主人公が最初に入手する機体にちなんだもの。シリーズ累計出荷本数は330万本（2015年12月時点）。

### ナンバリングタイトル
- メダロット（1997年11月28日発売、ゲームボーイ）
  - メダロット パーフェクトエディション（1999年5月4日、ワンダースワン） - 『メダロット』のリメイク作品。
  - 真型メダロット（2004年12月16日、ゲームボーイアドバンス） - 『メダロット』のリニューアル作品。
- メダロット2（1999年7月23日、ゲームボーイ・カラー共通）
  - メダロット弐CORE（2002年12月25日 / 2003年4月18日、ゲームボーイアドバンス） - 『メダロット2』のリメイク作品。
- メダロット3（2000年7月23日、ゲームボーイカラー専用）
- メダロット4（2001年3月23日、ゲームボーイカラー専用）
- メダロット5 すすたけ村の転校生（2001年12月14日、ゲームボーイカラー専用）
- メダロットDS（2010年5月27日、ニンテンドーDS） - ナンバリングタイトル第6作に相当する[8]。
- メダロット7（2012年9月13日、ニンテンドー3DS）
- メダロット8（2014年8月28日、ニンテンドー3DS）
- メダロット9（2015年12月24日、ニンテンドー3DS）[9] - 『メダロット』シリーズ初のCERO12歳以上作品。
- メダロット クラシックス（2017年12月21日、ニンテンドー3DS） - 『メダロット5』までのナンバリングタイトルを収録・特殊モードを実装した作品。
  - メダロット クラシックス プラス（2020年11月12日、Nintendo Switch） - 『メダロット クラシックス』の内容に加え、『ナビ』『G』『弐CORE』を収録。

### スピンオフタイトル

#### メダロットR
- 販売：イマジニア
- 開発：ナツメ
- 発売日：1999年11月25日

メダロット初のPlayStation作品（ロールプレイングゲーム）である。PocketStationにも対応。バトルシーンが全面3Dとなっているが、システム自体はGB版『2』と同等。ロード時間が長く、回数も多い。
キャラクターグラフィックは藤岡建機、メダロットデザインはまるかた他数名のデザイナーが担当している。
主人公はイッキで、ストーリーは『2』に似ているが、世界観は共有していない独立した作品。波島りんたろうが登場した初のゲームタイトルでもある。
バージョン並列販売とはならず、『R』が本編、パーツコレクションが補完的役割を果たしている。最初のメダロットは必ずメタビーになり、ストーリーが進行するとロクショウも登場する（ただしタイミングを逃すと手に入らない）。登場するメダロットは『2』までのメダロットの一部と今作での新しいメダロット（カンタロスやアークビートルなど）。また、パスワードを利用して『2』からパーツを送ることも可能で、そうしないと入手できないメダロットも存在する。
今作に登場するメダロットには、重機型やバイク型といった子供に人気のあるモチーフをとるものの一方、頭部や腕が巨大なナイフになっているナイフ型や体全体が巨大な拳銃で腕は手榴弾になっている拳銃型といったペットロボットとしては危険極まりないもの、メイド型や魔法少女型といったいわゆる萌えキャラを意識したようなものなど、独特の雰囲気のものが多い。また一部ゲームバランスを崩壊させるような性能を持つメダロットも存在する。

#### メダロット カードロボトル
- 販売：イマジニア
- 開発：ナツメ
- 発売日：2000年3月10日

下記のメダロットカードゲームを題材にしたGBC用ソフト。『2』の世界を舞台に、メダロットのロボトルではなく、カードロボトルによってストーリーが進む。
主人公はこの作品独自のキャラクター（特定の名前設定はなし）で、イッキは主人公のライバルとして登場。人間のキャラクターだけでなく、メダロットとカードロボトルをすることもある。
メダロットカードゲームには『1』までのメダロットしか登場していないが、今作では『2』の主要なメダロットもゲームオリジナルで登場している。
ゲーム中のキャラクターや地名などの他に本編とのリンク性はないが、『メダロット2』中でレアパーツを入手するためのパスワードなどが随所に隠されている。

#### メダロット・ナビ
2001年9月7日発売。ゲームボーイアドバンス対応。宇宙テーマパークを舞台とするシミュレーションRPG。

#### メダロットG
2002年7月19日発売。ゲームボーイアドバンス対応。『メダロット5』の続編だが、戦闘システムはメダロットを直接操作するアクションゲームとなっている。

#### メダロットBRAVE
- 販売・開発：ナツメ
- 発売日：2003年11月28日（アメリカでは2003年12月14日en:Natsume、ヨーロッパでは2004年9月24日fr:Ubisoft）
- 日本売上：7,331本[10]
- 米国売上：16,795本[要出典]
- CMについて
  - 放送枠は2003年10月6日 - 2004年3月8日まで毎週月曜日午後6時27分00秒から30秒（直前のアニメの後提供直後）
  - アニメの動画の有無で2種類（アニメの動画はメダロット第14話より）×15秒バージョンと30秒バージョン×最後の発売告知が「11月28日発売!」と「好評発売中」の2種類で合計8種類ある。

ニンテンドー ゲームキューブ対応のアクションRPG。グラフィックはフル3Dポリゴンである。バージョン並立とはならず、クワガタ型機体はライバル・辛口コウジの愛機として登場する。
ゲーム中にはバグが多数存在し（フリーズする、ゲームの進行が止まるなど）、メモリーカードの修正をサポートしてもらわないと完全クリアはできないため、パーツのコンプリートも難しい。非常に稀だが、バグとして完全クリアできてしまうこともある（このゲームは完全クリアできないゲームであり、完全クリアできてしまうことがバグ）。
完全クリア後のお楽しみ要素としてGBAリンク機能により、『メダロット・ナビ（カブトver.クワガタver.）』『メダロットG（カブトver.クワガタver.）』『メダロット弐CORE（カブトver.クワガタver.）』と連動させることでレアパーツを入手することが出来る。

#### メダロットDUAL
2013年11月14日発売。ニンテンドー3DS対応。メダロットを直接操作するアクションゲーム。

#### メダロット ガールズミッション
2016年3月10日発売。ニンテンドー3DS対応。『DUAL』のようにメダロットをプレイヤーが直接操作するアクションゲーム。
本作は対象年齢を高めにし、主人公含め登場人物が女性のみで構成されているのが特徴。一定の条件でメダロットを倒すとメダロッターの衣服がはだける演出がある。

#### メダロットS
2020年1月23日サービス開始。シリーズ初のスマートデバイス向けタイトル。配信はイマジニア、開発・運営は社SoWhat。世界観は本作オリジナルで、主人公を始めとしたオリジナルキャラクターが登場。また、歴代のナンバリングタイトルの主要キャラクターも登場する。
システム関連はアプリリリース時点のナンバリングのものに沿うものとなっているが、アップデートにより過去ナンバリング要素の追加や本作オリジナルの要素が追加される。各メダロットにメダロッターと言う形で性能の補強も行うことができ、Ver3.0でメダロットへの追加の支援効果が付与される。
本作を出自としたメダロットによるバーチャルYoutuber企画も行われている。また、他IP作品とのコラボも実施されることがあり、キャラクターの衣装やコラボメダロットが登場する。

#### メダロットサバイバー
2025年2月10日サービス開始。『S』に続くスマートデバイス向けタイトルで、ジャンルはシリーズ初のサバイバー型アクションゲーム。

### パーツコレクション
通称「パーコレ」。それぞれの本編に登場する全てのメダロットのパーツやメダルを入手することができる補完ソフト。『3』は本編の後日談となっており、登場人物たちのその後を知ることができる。なお、『4』に関しては、通信交換する必要はあるものの、本編ですべてのパーツが入手可能であるためパーツコレクションは存在しない。
『メダロット パーツコレクション』GB
- 販売：イマジニア
- 開発：ナツメ
- 発売日：1998年3月20日

主人公はパディで、お姫様になった彼女が魔女ミルキーにとらわれたユウキ王子を助ける話。一応主人公（パディ）の夢という設定になっている。『1』の全パーツが手に入り、女型のパーツも男型ティンペットに装備できる。プレイヤー初期メダロットはベティベアとロールスター。基本的な素材は『1』と同じだが、一部のキャラクターのグラフィックが固有のものに修正されている。
『メダロット パーツコレクション2』GB
- 販売：イマジニア
- 開発：ナツメ
- 発売日：1998年5月29日

ユウキとパディの立ち位置が差し替えられている以外はパーコレ1と共通。ただし、こちらは夢ではなくユウキが作ったゲームの世界という設定になっている。
『メダロット2 パーツコレクション』GBC
- 販売：イマジニア
- 開発：ナツメ
- 発売日：1999年10月29日

『2』の後日談で主人公はイッキ。あるエイリアンが間違えておじいさんを連れて来たためにおかしくなった学校が舞台。通常のロボトルに加え特定条件下での「スペシャルロボトル」がある。あくまでも『2』のパーツコレクションであるため、『1』のメダルとパーツは手に入らない。初期メダロットは最初の2択により各バージョンのコウジの機体（スミロドナットかウォーバニット）のどちらかになる（未入手機体は終盤で入手可能）。
『メダロットR パーツコレクション』PS
- 販売：イマジニア
- 開発：ナツメ
- 発売日：2000年3月16日

パーツコレクションであるが『R』に登場した一部のパーツは手に入らない。
『メダロット3 パーツコレクション Zからの超戦場（ちょうせんじょう）』GBC
- 販売：イマジニア
- 開発：ナツメ
- 発売日：2000年11月24日
- 売上：27,517本

『3』の後日談で主人公は引き続きイッキ。快人Zという謎の人物が登場する。ロボトルの成績に応じて手に入る「ロボトルポイント」を消費してメダルやパーツを集めていく。初期メダロットは選んだメダロッチの色によりサイチカス＆ドークスorブラックビートル＆ブラックスタッグのどちらかになる。『4』へのパーツの通信が可能。

## 戦闘システム

### 基本概要
メダロットが最初にいる場所は「コマンドライン」と呼ばれ、ここでメダロットに命令を出す。ロボトルが始まると、メダロットたちは一斉にフィールド中央の「アクティブライン」に向かって走りだす。アクティブラインで命令された行動を実行し、またコマンドラインに戻っていく。これの繰り返しがロボトルである。
前述の通りメダルと頭部・右腕・左腕・脚部の4つのパーツから成るメダロットを戦わせる戦闘システム。メダルにのみ育成要素があり、戦闘を重ねるとレベル、熟練度が上がっていく。
頭部・右腕・左腕パーツそれぞれに定められた能力を駆使して戦う。脚部パーツ自体には能力はないが、メダロットの推進力（行動までの早さ）・機動力（攻撃回避のしやすさ）・移動タイプ（二脚タイプ・車両タイプなど）などを左右する。
各パーツによる行動にはそれぞれ定められた充填・熱量（『2』以降は「放熱」、『DS』では「冷却」）の値が（頭部パーツのみすべて同じ値）、また脚部パーツによるタイプと地形の相性と推進力の値が影響して、行動までにかかる時間と次の行動を入力するまでの時間が定まる。
各パーツ毎に装甲値（ヒットポイント）が定まっており、この値が0になるとそのパーツは破壊される。『3』からはパーツごとに装甲が表示されるようになった。頭部パーツを破壊することでメダロットは機能停止し、両腕のパーツが壊された場合はそれぞれ持つ機能が使えなくなり、脚部が壊れた場合はそのパーツのステータスが半分になる。
リーダーの定まった3対3の戦闘で、敵リーダー機の機能停止を勝利条件とするが、戦闘には時間制限があり、時間切れの場合は機能停止したメダロットの数、それが同じなら破壊したパーツの数、それも同じなら攻撃成功数による判定により勝負が決まる。戦闘に勝利すると相手パーツが一つ得られる反面、敗北する度に自分のメダロットのパーツが一つ失われる（ストーリー中のイベントによるバトルに敗北するとゲームオーバー）。通信対戦においても相手のパーツを奪うことが可能で、この場合はメダルも奪える対象となる。
この基本システム自体は殆どの作品で共通であり、戦闘システムの異なる『ナビ』、『G』、『BRAVE』においても変わることのない「一枚のメダルを核に、四つのパーツを組み合わせて戦う」というシステムの基礎は『1』で築かれた。『2』からはメダフォースが、『3』からはクリティカルが、『3』『4』『ナビ』ではメダチェンジが、『5』ではメダスキルが導入された。
メダフォース
『2』『3』『4』『ナビ』『G』『弐CORE』『真型』『DS』『7』で登場。ダメージを受ける,溜めるコマンドなどするとメダフォースゲージ（一部ではチャージゲージ）が溜まり、強力な技「メダフォース」を発動可能となる。
またゲージ量に応じてパーツの威力が微増する。DS以降の作品ではチャージゲージの量を参照して効果を発揮するパーツが登場する。
消費量は発動したメダフォースの種類によってマチマチだったが、近年の作品では『5』のシステムを継承して一回使えばすべて空になるようになった。
メダスキル
『5』で登場。基本的にはメダフォースと同じだが、どのメダルも初めから1つ所持しており、同じメダスキルは1戦闘中に1度しか使えないという違いがある。後の作品では仕様の一部がメダフォースに引き継がれる。
メダチェンジ
『3』『4』『ナビ』『7』で登場。同じ型番で揃えた純正メダロットの一部は、全パーツ無破壊時に「メダチェンジ」して別の形態に変形することが可能。変形後はHPが1つに合算され、行動性能が大きく異なり、パラメータや脚部タイプも変わる。特にペナルティのない「シフト変形」と、行動毎にメダフォースゲージを消費する「パワー変形」がある。
但し『7』のみ仕様が異なり、シフト変形は存在しない

### メダル
メダロットの頭脳となる部分。
能力(属性,相性とも)
メダルごとに設定されている値。パーツの能力と一致するとパーツのパラメーターがアップする。
レベル
戦闘後に得られる経験値が一定値までたまると上がり、メダロットの移動スピード、回避力が上昇する。『DS』では仕様が変更され、熟練度の合計がレベルとなる。
性格
性格に攻撃時に指定されるパーツの傾向に影響する、またオート時にどのような行動をするかが変わる。チャージ以外でのチャージゲージの上昇が行われる条件にもなっている。

### 熟練度
メダルに設定されている能力値。これが高ければ対応したパーツの成功率が上昇する。『DS』以降は、射撃、格闘の攻撃はそれぞれ一つの熟練度としてまとめられている。一部はシリーズによって名称が異なる。
射撃攻撃
命令時にターゲットし敵を攻撃する。味方の攻撃などで行動実行前にターゲットや指定パーツが破壊されていた場合は不発となる
- うつ - デメリットのない通常攻撃。
- ねらいうち - クリティカルが出やすいが、次の行動まで回避ができなくなる。『DS』ではコマンドラインに戻るまで。

格闘攻撃
自分に一番近い敵を攻撃する。行動実行時にターゲットや狙うパーツが決まる
- なぐる - クリティカルがやや出やすいが、次の行動まで防御ができなくなる。『DS』ではコマンドラインに戻るまで。
- がむしゃら - 推進力が高ければ威力が上昇する。次の行動まで回避と防御ができなくなる。『DS』ではコマンドラインに戻るまで。

- おうえん - 「索敵」などのパーツに影響する。
- まもる - 「防御」パーツに影響する。『1』『2』『R』ではトラップにも影響。
- なおす - 「回復」などのパーツに影響する。
- せっち - 『3』以降。トラップに影響する。
- とくしゅ - 構えなどに影響する。『3』『4』『ナビ』に登場。
- そのほか - 変化パーツなどに影響する。『1』『2』『R』に登場。

#### パーツ
- 装甲 - パーツの持つHP
- 成功 - パーツの成功率全般に影響し、各行動に対応した脚部のステータスや熟練度によって上昇する

行動の成功率（復活系パーツなどは低いと必ず失敗する）
攻撃の命中率（ターゲットの機動値を上回らないと攻撃が当たらない）
指定パーツへの命中率（防御可能なターゲットに攻撃した場合、脚部による防御値を上回らないとダメージを軽減され装甲値の高いパーツに当たる）
「束縛」など症状効果の継続時間
- 威力 - 基本的な威力。「束縛」や「継続ダメージ」など症状効果の威力にも影響がある
- 充填 - 命令から行動に必要な時間に影響する、数値が低いほど短時間で行動できる。
- 熱量（「放熱」、「冷却」とも） - 行動後から命令までに必要な時間に影響する、数値が低いほど短時間で行動できる。
- 回数 - 頭部のステータス。頭部パーツの使用回数
- 推進 - 脚部のステータス。行動に必要な時間に影響する、数値が高いほど短時間で行動できる。トラップの回避率や一部の攻撃の威力にも影響する
- 機動 - 脚部のステータス。攻撃の回避率に影響
- 防御 - 脚部のステータス。攻撃の防御率、ダメージ軽減率に影響
- 格闘、射撃 - 各行動の成功率に影響する脚部ステータス。各作品で名称や区分が異なるため省略
- 脚部タイプ - 地形との相性で、移動スピードに影響する。脚部タイプによって脚部ステータスの傾向が決まる（潜水は機動、防御が高い、飛行は推進が高いなど）
- Hv（リミット） - 重量級パーツ。該当する頭部、左腕、右腕に数値が設定されており、脚部に設定されたHvリミットを超過すると性能が低下する。また、一部の攻撃に対して受けるダメージが増加する。
- 脚部特性 - 脚部パーツがもつ特殊効果。特性の内容に応じてダメージ軽減、症状の無効化、特定の条件下で各攻撃力の増強など、有利な効果を得られる。

### 特性
パーツの行動内容。
通常攻撃
2つあるものは基本的に左が成功率、右が威力に優れる。火薬・光学・重力攻撃の特性は『BRAVE』に存在しない。
| 名前                  | 内容 | 登場作品                                              |
| --------------------- | --- | ----------------------------------------------------- |
| ライフル / ガトリング | 射撃攻撃。 | 1・2・R・3・4・navi・5・G・弐CORE・BRAVE・真型・DS・7 |
| ソード / ハンマー     | 格闘攻撃。 | 1・2・R・3・4・navi・5・G・弐CORE・BRAVE・真型・DS・7 |
| ミサイル / ナパーム   | 火薬攻撃。 『1』では回避されても爆風でダメージを与えられた。 『3』以降、「絶対ヒット」「貫通ダメージ」の特性がつく。 火薬無効のパーツで無効化される。                              | 1・2・R・3・4・navi・5・G・弐CORE・BRAVE・真型・DS・7 |
| レーザー / ビーム     | 光学攻撃。 『2』以降、「威力2倍」の特性がつく。 光学無効のパーツで無効化される。                                                                                                   | 1・2・R・3・4・navi・5・G・弐CORE・BRAVE・真型・DS・7 |
| プレス / ブレイク     | 重力攻撃。 『1』では防御されなかった場合ダメージが大きい。 『2』以降、「成功2倍」の特性がつく。 重力無効のパーツで無効化される。                                                   | 1・2・R・3・4・navi・5・G・弐CORE・BRAVE・真型・DS・7 |
| ウェーブ / ホールド   | 症状「束縛」を付与する。 | 1・2・R・3・4・navi・5・G・弐CORE・BRAVE・真型・DS・7 |
| ファイヤー / メルト   | 症状「継続」を付与する。 | 1・2・R・3・4・navi・5・G・弐CORE・BRAVE・真型・DS・7 |
| バグ / ウイルス       | 症状「変動」を付与する。 | 1・2・R・3・4・navi・5・G・弐CORE・BRAVE・真型・DS・7 |
| サンダー / フリーズ   | 症状「停止」を付与する。 | 1・2・R・3・4・navi・5・G・弐CORE・BRAVE・真型・DS・7 |
| アンチエア            | 対空攻撃。脚部パーツが飛行の相手に大ダメージ。 熟練度は『1』『2』『R』では様々、『3』『4』『navi』『5』では「まもる」、 『弐CORE』『真型』では「うつ」「ねらいうち」となっている。 | 1・2・R・3・4・navi・5・弐CORE・真型・DS・7           |
| アンチシー            | 対水攻撃。脚部パーツが潜水の相手に大ダメージ。 熟練度は『1』『2』『R』では様々、『3』『4』『navi』『5』では「まもる」、 『弐CORE』『真型』では「うつ」「ねらいうち」となっている。 | 1・2・R・3・4・navi・5・弐CORE・真型・DS・7           |
| ゴースト              | ブラックメイルのパーツのみ保有している。『2』以降はハンマーに変更。 | 1                                                     |
| タイムアタック        | 時間が経過するほど威力が上昇する。 | 4                                                     |
| カウントアタック      | 使用するほど威力が上昇する。 | 4                                                     |
| ショック              | 一定ダメージを与えた相手をはじき飛ばす。 | navi                                                  |
| バキューム            | 一定ダメージを与えた相手を引き寄せる。 | navi                                                  |

ダイレクト攻撃
援護、トラップの影響を受けない。
| 名前           | 内容 | 登場作品                                    |
| -------------- | --- | ------------------------------------------- |
| サクリファイス | 威力が非常に高いが、使用したパーツは破壊される。                                                                                           | 2・R・3・4・navi・5・G・弐CORE・真型・DS・7 |
| デストロイ     | 後ろ向きの相手のパーツを破壊する。 『navi』では回避or防御ができない相手のパーツを破壊。 『G』『BRAVE』では防御していない相手に大ダメージ。 | 2・R・3・4・navi・5・G・弐CORE・真型・DS・7 |
| ホームシック   | 症状「ホームシック」を付与する。 | 3・4                                        |
| カウントダウン | 症状「カウントダウン」を付与する。 | 3・4                                        |
| アサッシン     | 絶対に命中し、必ずクリティカルするが、パーツ自体の能力は低い。                                                                             | 4・DS・7                                    |
| スタティック   | 装甲値を現在の4分の1にする。 メダチェンジしているメダロットが被弾した場合は全パーツの装甲が4分の1になる。                                  | 4・DS・7                                    |

コンボ
| 名前               | 内容                                                                               | 登場作品                    |
| ------------------ | ---------------------------------------------------------------------------------- | --------------------------- |
| 封印解除           | 症状「封印解除」を付与する。                                                       | 4                           |
| 封印武器           | 症状「封印解除」が付与されていると行える攻撃。                                     | 4                           |
| 刻印付加           | 症状「刻印付加」を付与する。                                                       | 4                           |
| 刻印武器           | 症状「刻印付加」が付与されていると行える攻撃。                                     | 4                           |
| クロス攻撃セット   | セットされた味方がクロス攻撃を行えるようになる。                                   | 2・R・3・4・5・弐CORE・真型 |
| クロス攻撃ファイア | クロス攻撃セットが設置されている状態で行える攻撃。 『4』ではA・B・Cの3種類がある。 | 2・R・3・4・5・弐CORE・真型 |

援護・構え
| 名前                           | 内容 | 登場作品                                |
| ------------------------------ | --- | --------------------------------------- |
| 防御                           | 自分以外のメダロットへの攻撃を引き受ける。ダメージはパーツの威力分減らすことができる。 『G』では自分と味方、『BRAVE』では自分の防御力を上昇させる。  | 1・2・R・3・4・navi・5・G・弐CORE・真型 |
| 完全防御                       | 自分以外のメダロットへの攻撃を無効化する。 『G』では一定時間自分へのダメージを無効化する。                                                           | 1・2・R・3・4・navi・G・弐CORE・真型    |
| 未満防御                       | 自分以外のメダロットへの攻撃を引き受け、受けたダメージが使用中の未満防御パーツの威力以下なら無効化する。                                             | 1・2・R・3・4・navi・5・G・弐CORE・真型 |
| 火薬無効 / 光学無効 / 重力無効 | それぞれの特性を持った攻撃を無効化する。 『1』ではダメージを無効化または減少させる。 『3』『4』『navi』『5』『真型』では防御パーツのように援護可能。 | 1・2・R・3・4・navi・5・G・弐CORE・真型 |
| ターゲット吸収                 | すべての行動を自分へ向けさせる。ダイレクト攻撃も吸収可能。                                                                                           | 4                                       |
| 反射                           | 攻撃を跳ね返す。 | 2・R・3・4・navi・BRAVE                 |
| 反撃                           | 反撃パーツの威力以上の攻撃を跳ね返す。 | 2・R・3・4・navi・5・弐CORE・真型       |
| 体勢破壊                       | 援護・構えを取っているパーツを破壊する。 | 3・4                                    |
| 加護                           | 機動力・成功率を上昇させる。 | 4                                       |
| ダメージ減少                   | 自分へのダメージを減らす。 | 3・4                                    |
| 完全無効                       | 自分へのあらゆる攻撃を無効化する。 | 3・4                                    |

回復・解除
| 名前           | 内容                                           | 登場作品                                |
| -------------- | ---------------------------------------------- | --------------------------------------- |
| 回復           | 受けたダメージを回復する。                     | 1・2・R・3・4・navi・5・G・弐CORE・真型 |
| 復活           | 壊れたパーツを復活させる。                     | 1・2・R・3・4・navi・5・G・弐CORE・真型 |
| 蘇生           | 機能停止したメダロットを蘇生する。             | 2・R・3・4・navi・5・G・弐CORE・真型    |
| 継続リペア     | 症状「継続リペア」を付与する。                 | 2・R・3・4・navi・5・G・弐CORE・真型    |
| レベルドレイン | 相手のレベルを自分のものにする。               | 3・4・navi・弐CORE・真型                |
| フォースアップ | メダフォースを上昇させる。                     | 2・3・4・navi・弐CORE・真型             |
| 連続行動       | 次ターンの自分の順番をほかのメダロットに譲る。 | navi                                    |

症状解除
| 名前                                      | 内容                                   | 登場作品                          |
| ----------------------------------------- | -------------------------------------- | --------------------------------- |
| プラス症状クリア                          | 症状「プラス症状クリア」を付与する。   | 3・4・navi・5・G・弐CORE・真型    |
| マイナス症状クリア                        | 症状「マイナス症状クリア」を付与する。 | 3・4・navi・5・G・弐CORE・真型    |
| 症状クリア                                | 症状にかからない。                     | R・3・4・navi・5・G・弐CORE・真型 |
| 症状解除                                  | マイナス症状を解除する。               | 1・2・R・G                        |
| 束縛解除 / 継続解除 / 変動解除 / 停止解除 | それぞれのマイナス症状を解除する。     | 1・2                              |

装備
装着しているだけで効果を発揮する。
| 名前       | 内容 | 登場作品         |
| ---------- | --- | ---------------- |
| 常時充填   | 威力分充填・放熱がカットされる。                                                                                  | 2・R・3・4・navi |
| 重力制御   | パーツの威力をすべての行動の充填・放熱に置き換える。                                                              | 3・4・navi・5・G |
| 敵影感知   | 「なぐる」「がむしゃら」で敵を狙って攻撃できるようになり、成功と威力が上昇する。『2』での名称は「忍び込み格闘」。 | 2・3・4          |
| 直前選択   | 「うつ」「ねらいうち」で一番近い敵を攻撃するようになり、成功と威力が上昇する。                                    | 4                |
| 強化       | 成功と威力が上昇する。                                                                                            | 5・G・弐CORE     |
| 自己修復   | 時間経過で装甲値が回復する。                                                                                      | 4                |
| スコープ   | 移動せずに射撃攻撃を行うと成功が上昇する。                                                                        | navi             |
| ブースター | 移動力が半分になるが、移動して格闘攻撃を行うと威力が上昇する。                                                    | navi             |
| チャージ   | 『navi』ではAPの最大値が上昇。『5』では常時充填と同じ。                                                           | navi・5          |

トラップ
| 名前             | 内容                                 | 登場作品                                |
| ---------------- | ------------------------------------ | --------------------------------------- |
| 射撃トラップ     | 射撃攻撃した相手にダメージを与える。 | 1・2・R・3・4・navi・5・G・弐CORE・真型 |
| 格闘トラップ     | 格闘攻撃した相手にダメージを与える。 | 1・2・R・3・4・navi・5・G・弐CORE・真型 |
| フォースプラント | 行動直前にメダフォースが増える。     | 3・4・navi・G                           |
| 単発クリア       | 攻撃を1度だけ無効化する。            | 2・R・3・4・navi                        |
| 攻撃クリア       | 攻撃を無効化する。                   | 5・弐CORE                               |
| ファーストエイド | 行動直前に壊れたパーツが復活する。   | 3・4・navi・5                           |
| トラップクリア   | トラップを破壊する。                 | 1・2・R・3・4・navi・5・弐CORE・真型    |
| 索敵クリア       | 索敵によって上昇した成功を下げる。   | 2・R・3・4・navi                        |
| 隠蔽クリア       | 隠蔽によって上昇した回避率を下げる。 | 2・R・3・4・navi                        |
| 完全隠蔽         | すべての行動の対象にならない。       | navi                                    |

応援・妨害
| 名前     | 内容                                                | 登場作品                                       |
| -------- | --------------------------------------------------- | ---------------------------------------------- |
| 索敵     | 味方全体の成功を上昇させる。                        | 1・2・R・3・4・navi・5・G・BRAVE・弐CORE・真型 |
| 隠蔽     | 自分の回避率を上昇させる。                          | 1・2・R・3・4・navi・5・G・BRAVE・弐CORE・真型 |
| 転倒     | 行動を忘れさせる。『5』以降、頭パーツに微ダメージ。 | 2・R・3・4・5・G・BRAVE・弐CORE・真型          |
| 混乱     | 症状「混乱」を付与する。                            | 2・R・3・4・navi・5・G                         |
| 行動誘発 | 症状「行動誘発」を付与する。                        | 4                                              |

その他
| 名前           | 内容                                                                                        | 登場作品                                |
| -------------- | ------------------------------------------------------------------------------------------- | --------------------------------------- |
| 変化           | 様々なパーツに変化する。 一部を除いてパーツには属性が表示され、属性が同じパーツに変化する。 | 1・2・R・3・4・navi・5・G・弐CORE・真型 |
| フォースダウン | メダフォースを減少させる。                                                                  | 2                                       |
| フォース制御   | メダフォースの使用可能不可能を切り換える。                                                  | 2・R・3・4                              |
| 全員集合       | 仲間メダロットを呼び寄せる。                                                                | navi                                    |

### 症状
パーツやフィールドの効果でメダロットに付与される。
プラス症状
- 継続リペア - 時間経過で装甲値が回復する。
- 補助チャージ - 移動スピードが上昇する。
- プラス症状クリア - 他のプラス症状を受け付けなくなる。
- 封印解除 - 封印武器を使用できるようになる。

マイナス症状
- 束縛 - 移動スピードが減少する。続けて減少させる事も可。
- 継続 - 時間経過で装甲値が減少する。
- 変動 - 行動成功率が減少する。
- 停止 - 移動が出来なくなる。『3』以降、停止中に受けた攻撃は確実にクリティカルとなる。
- ホームシック - 時々行動前に行動をせずに引き返す。
- カウントダウン - カウントダウン攻撃を受け続け、カウントが0になると機能停止する。
- マイナス症状クリア - 他のマイナス症状を受け付けなくなる。
- 刻印付加 - 刻印武器を使用できるようになる。
- 防御不能 - 攻撃を防御できなくなる。
- 回避不能 - 攻撃を回避できなくなる。
- 使用不能 - 特定の部位のパーツを使用できなくなる。
- 混乱 - 操作を受け付けなくなり、行動内容・行動対象を選択できなくなる。
- 行動誘発 - 特定の行動を繰り返す。

### スキル
『DS』における特性だが、多くが変更されている。
射撃攻撃（うつ、ねらいうち）
| 名前           | 内容 |
| -------------- | --- |
| ライフル       | 特殊な効果は無いが、ガンノウズの右腕「ガンマグナム」とマーサイモランの右腕「ンゴロンゴロ」のみ貫通性をもつ。      |
| ガトリング     | ダメージの触れ幅が大きい。                                                                                        |
| ミサイル       | 必ず命中し、パーツを破壊した場合ダメージが他のパーツに貫通する。かやくガードで無効化される。                      |
| ナパーム       | 必ず命中し、パーツを破壊した場合ダメージが他のパーツに貫通する。貫通ダメージは1.2倍。かやくガードで無効化される。 |
| レーザー       | 威力は表記の2倍。パーツを破壊した場合ダメージが他のパーツに貫通する。こうがくガードで無効化される。               |
| ビーム         | 威力は表記の2倍。レーザーより高威力のものが多い。こうがくガードで無効化される。                                   |
| プレス         | 成功は表記の2倍。ブレイクより充填・冷却が高いものが多い。じゅうりょくガードで無効化される。                       |
| ブレイク       | 成功は表記の2倍。パーツを破壊した場合ダメージが他のパーツに貫通する。じゅうりょくガードで無効化される。           |
| アンチエア     | 脚部パーツが飛行の相手に3倍ダメージ。                                                                             |
| アンチシー     | 脚部パーツが潜水の相手に3倍ダメージ。ステージがすいちゅうであればクリティカルも付く。                             |
| トルネード     | 地形が砂漠の場合、威力2倍。相手のトラップを弱める効果もある。                                                     |
| デストロイ     | 後ろを向いている相手のパーツを一撃で破壊する。                                                                    |
| サクリファイス | 装甲残量が高いほど大きなダメージを与える。使用後、パーツは破壊される。                                            |
| ぼうぎょシール | 防御をできなくさせる。                                                                                            |
| スリップ       | 命中した相手は行動せずにコマンドラインまで戻る。                                                                  |
| キャンセラー   | 一定時間命中したパーツが使えなくなる。                                                                            |
| スタティック   | 装甲を4分の1にする。パーツは破壊できない。                                                                        |

格闘攻撃（なぐる、がむしゃら）
| 名前           | 内容                                                                             |
| -------------- | -------------------------------------------------------------------------------- |
| ソード         | 特殊な効果は無い。                                                               |
| ハンマー       | 防御している相手にも通常通りダメージを与えられ、追加ダメージもある。             |
| ウェーブ       | 相手の動きを遅くする。ホールドより早く行動できる。                               |
| ホールド       | 相手の動きを遅くする。ウェーブより効果が高い。                                   |
| ファイア       | 相手がコマンドラインに戻った際に微量のダメージを与える。                         |
| メルト         | 相手がコマンドラインに戻った際に微量のダメージを与える。ファイアより効果が高い。 |
| バグ           | 相手の成功率を下げる。                                                           |
| ウイルス       | 相手の成功率を下げる。バグより効果が高い。                                       |
| サンダー       | 相手を一定時間動けなくする。フリーズより威力が高い。                             |
| フリーズ       | 相手を一定時間動けなくする。サンダーより効果時間が長い。                         |
| パニック       | 命中すると命令を受け付けず、ランダムで行動するようになる。                       |
| アサッシン     | 絶対に命中し、必ずクリティカルヒットする。                                       |
| サクリファイス | 装甲残量が高いほどダメージが大きい。攻撃が命中するとパーツは破壊される。         |
| かいひシール   | 回避をできなくさせる。                                                           |
| ダブルシール   | 防御、回避をできなくさせる。                                                     |

補助（たすける）
| 名前             | 内容                                         |
| ---------------- | -------------------------------------------- |
| レーダーサイト   | 味方全体の成功を上昇させる。                 |
| ステルス         | 味方全体の回避を上昇させる。                 |
| コマンダー       | 味方全体の成功と回避を上昇させる。           |
| ヒットプロミス   | 次の攻撃1回が必ず命中するようになる。        |
| かいひプロミス   | 次の攻撃1回を必ず回避できるようになる。      |
| ドライブブースト | 味方全体の移動を上昇させる。                 |
| モビルブースト   | 味方全体の回避を上昇させる。                 |
| チェンジ         | 自分の頭以外のパーツをランダムに変化させる。 |

回復（なおす）
| 名前           | 内容                                                           |
| -------------- | -------------------------------------------------------------- |
| リペア         | パーツを1つ回復する。                                          |
| オールリペア   | 味方全体にリペアの効果。                                       |
| けいぞくリペア | コマンドラインに戻るたびに回復する。                           |
| セルフリペア   | けいぞくリペアと同じだが、効果が高く、自分にしかかけられない。 |
| レストア       | 壊れたパーツを1つ復活させる。                                  |
| オールレストア | 味方全体にレストアの効果。                                     |
| リバイブ       | 1体の全パーツを復活。                                          |

ガード（まもる）
旧シリーズから変更され、「メダロットがアクティブラインに陣取り、一定時間防御効果を発揮する」という効果になっている。
| 名前               | 内容                                                         |
| ------------------ | ------------------------------------------------------------ |
| ガード             | 味方への攻撃を引き受ける。                                   |
| しゃげきガード     | 味方全体への射撃攻撃を無効化する。                           |
| かくとうガード     | 味方全体への格闘攻撃を無効化する。                           |
| ミラーガード       | 味方全体への射撃攻撃を跳ね返す。                             |
| かやくガード       | 味方全体へのミサイル、ナパームを無効化する。                 |
| じゅうりょくガード | 味方全体へのプレス、ブレイクを無効化する。                   |
| こうがくガード     | 味方全体へのレーザー、ビームを無効化する。                   |
| みまんガード       | 味方全体への攻撃を引き受け、一定以下のダメージを無効化する。 |
| かんぜんガード     | 味方全体への攻撃を無効化する。                               |

トラップ（しかける）
以下の効果のトラップ（プラント）を設置する。
| 名前               | 内容                                     |
| ------------------ | ---------------------------------------- |
| しゃげきトラップ   | 射撃攻撃を行った相手にダメージを与える。 |
| かくとうトラップ   | 格闘攻撃を行った相手にダメージを与える。 |
| あたまトラップ     | 使用した頭パーツにダメージを与える。     |
| みぎうでトラップ   | 使用した右腕パーツにダメージを与える。   |
| ひだりうでトラップ | 使用した左腕パーツにダメージを与える。   |
| クーラープラント   | 味方全体の冷却を上昇させる。             |
| ヒータープラント   | 味方全体の充填を上昇させる。             |
| リペアプラント     | 味方全体にけいぞくリペアの効果。         |

## 漫画
ゲーム版をベースにしたものから、基本設定に則った独自作まで多様に存在する。

## アニメ
『メダロット』と『メダロット魂』の2作が製作された。ゲーム及び漫画でのイッキ編の世界をベースにしている。主要人物などは同じだが、メディア別の展開に洩れず、当2作それぞれで作風や設定などが異なる。

## メダルゲーム
2001年頃にナツメによるアーケードゲームのキッズメダルゲーム『メタビーショット』が稼働していた。

## トレーディングカードゲーム
メダロットのカードゲームは2種類発売された。

### メダロットカードゲーム
スターターパック1種類、ブースターパックは第3弾までが発売。1パックにトレーディングカードゲームとトレーディングカードが同封され、『1』の機体パーツやキャラクターが登場。『2』の初回版には、このトレーディングカードに準じた限定カード「ラピ」が付属し、ゲーム内にラピを出現させるためのパスワードが記されていた。ほかにも『R』の予約・初回特典、ゲームショウのみで配布されたタラバクラバなどもあった。カードゲームはメダロットの特徴である、パーツ交換をフィーチャーした内容で、互いのメダロットのパーツの耐久値を減らしあい、最終的に頭部パーツの耐久値を0にしたものが勝利する。

### メダロットオフィシャルカードゲーム
アニメ版、『3』、『4』、『navi』（および『1』、『2』、『R』、『5』の一部）の機体やキャラクターが登場。スターターパックはVol.1 - 2、ブースターパックはVol.1 - 5までが発売された（Vol.3からはカードの仕様が一部変更されている）。なお、ブースターパックはバンダイのカードダスによる展開。
個性豊かで多彩なメダロットやロボトルのルールを生かし、3機のメダロットをフィールドに出して対戦する。フィールドは「自分」「中立」「相手」に分けられた3×5マスの中で戦う。格闘タイプ、射撃タイプにそれぞれ射程があり、フィールドの配置も戦略となる為、奥が深い戦いができる。最終的には、相手のHPかデッキ（山札）を先に0未満にしたものが勝利する。メダフォースやメダチェンジのシステムも採用されている。メダロットの攻撃力が相手メダロットの装甲値を上回った（強攻撃）場合破壊できるが、相手の装甲値に満たなかった場合でも弱攻撃として攻撃の威力分相手の手札を減らすことができるという独特のルールがあった。
「ビギナーズルール」「ノーマルルール」「エキスパートルール」と3種類のルールが用意されており、自分と相手のレベルに合わせたルール選びが可能。
最も古いのは『3』の初回版に付属、またキャンペーン展開されたものだが、これは一般的なトレーディングカードサイズで、カードダスサイズとなった正式版より一回り大きかった。そのため、人気メダロットが多くカード化されていたにもかかわらず、正式版と混ぜて遊ぶことは困難で、プロモーション的な意味合いが強かった。その後「『3』（『4』の発売に合わせた形で発売された「クリアピューレ」カード付属版と「メタビー」カード付属版）」や、『3パーコレ』、『4』、『navi』、『5』のそれぞれ初回版にも限定カードが付属した。コミックボンボン誌上でも「ティレルビートル」カードのプレゼントや、『男！度胸 メダカードファイターズ』（作、舵真秀斗）が連載され、その単行本の1, 2巻それぞれにも限定カードが付属した。全国大会も行われ、コミックボンボンに大会の様子が掲載されていた（優勝者は児玉君）。

### メダロットDS SPトレーディングカード
カードゲームではないが、『メダロットDS』早期購入特典として各バージョンの30枚パックがある。また、カブト・クワガタ両バージョンの説明書の応募券をアンケートはがきに貼って応募するとプレミアムパックが抽選で当たる。

## その他関連商品
メディアミックスを主眼においたメダロットには、様々な商品が存在する。
その中核をなしたのが、イマジニアの発売した「メダロッチ」である。これは劇中に登場する多機能腕時計を模した玩具で、万歩計型育成ゲーム同様の、振動による育成システムを搭載していた（万歩計のような実用性はなく、パンチとチョップで経験値を稼ぐ「パンチョシステム」と命名されていた）。「メダロッチ」は劇中同様、内部にメダルが収納可能で、様々な種類があるメダルごとに異なる機体を育成し、育てた機体を記録し、そのデータを収集する機能を備えていた。その肝となるメダルは、本体に同梱・或いは単品で発売されたほかに、『コミックボンボン』の付録や、「メダロットカードゲーム」などのメダロット関連商品に付属し、各媒体を結ぶ役割を担っていた。最初期の「メダロッチ」はゲーム一作目に対応していたが、後に新作ゲームの発売に合わせ、『2』に登場する新メダロットを追加し、そして『3』登場のメダロットに対応し通信機能も備えた「メダロッチアドバンス」が発売される。また各「メダロッチ」にはカブト・クワガタのバージョン違いが存在した。「メダロッチアドバンス」と同時期には、同様にメダルを収集しメダロットのデータを集める「メダネットボード」も発売される。この頃には、登場するメダロットの数が膨大になったためか、穴の開いていない生メダルに自ら穴を開けてオリジナルのメダルを作るキット（「メダロッチ」は各メダル背面にある穴で、メダルを認識している）「メダルX」が発売され、メダルは収集により各媒体を結びつけるという役割を終えた。なおメダルには、メダル自体を飛ばして遊ぶ「メダルシューター」としての遊び方もあり、後には「メダロットオフィシャルカードゲーム (OCG) 」でのヒットポイントを示すマーカーとして用いられもした。
また、メダロット玩具の大半はもう一つのメインスポンサーであるタカラ（現タカラトミー）が発売し、手頃な小サイズのフィギュア「メダロットコレクション」、組み立て式キットの「バトルメダロット」、ティンペットにパーツを装着する方式を再現した「デュアルモデル」の三種がそのメインであった。これらはどれも、同シリーズ内でのパーツの交換が可能であった。これらシリーズは、ゲーム一作目の時よりラインナップを開始したが、後にアニメが開始すると、アニメに合わせた商品展開となり、『メダロット魂』の終了をもってその幕を閉じた。またこれらシリーズには、劇中の「メダフォース」を再現し、メタリック塗装やメッキコーティングが施されたバージョンも存在し限定品としてクリアバージョンも販売されている。タカラの商品にはほかに、声を認識して動く大型の玩具「ボイスコマンドモデルメタビー」などがある。イトーヨーカドー限定の全身に金メッキ加工が施されたメダフォースVerや『3』のキャンペーン当選のクリアパーツVerもあった。
そのほかの商品には、セイカノートの文具、天田印刷加工の遊具（シール・メンコなど）、タニイの日用品、有井製作所のプラモデル、グリコの「メダロットウエハースチョコ」などがあるが、これらはいずれもゲーム一作目、或いはアニメ無印の頃の商品であり、『navi』や『5』になると「OCG」以外（OCGにおいても、『5』はゲーム初回版に付属した2枚のみ）の商品は一切無かった。
その後暫くは関連商品の発売はなかったが、メダロットDSが発売されたのをきっかけにコトブキヤよりカブトバージョンの主人公機ガンノウズのプラキットが発売される。2011年4月発売。第2弾はメタビーで2011年夏発売。また、D-Artsからも2011年7月にメタビーが発売。さらに同じくD-Artsからクワガタバージョンの主人公機ロクショウの発売が決定した。

## 他作品とのコラボレーション
スーパーロボット大戦X-Ω
iOS / Android用アプリゲーム。複数のロボットアニメが共演するクロスオーバー作品。2019年2月に本作とのコラボイベントが開催され、イッキ&メタビー、レトルト&ロクショウがゲーム内に登場した。
ゲーム版がベースとなっているが、キャラクターデザインはアニメ版に近い。ゲーム内の演出やPVなどは、『3』や『9』といった複数のシリーズの要素が使用されている。
デジタルモンスター
バンダイから発売された育成携帯ゲームを元としたシリーズ。2020年のエイプリルフール企画としてデジモンのオメガモンをモチーフにしたメダロット「オメガナイツ」を発表。
2021年には「メダロットS」内のデジモンコラボイベントに登場した他、ウォーグレイモンをモチーフにした「グレイウォーズ」とメタルガルルモンをモチーフにした「ガルルメタル」も登場。
またデジモンのアプリゲーム「デジモンリアライズ」でもメダロットコラボとして、メタビーとロクショウ、メダロットをモチーフにしたデジモン「オメダモン」が登場した。

## 雑誌での連載
『メダロットnavi』では『コミックボンボン』以外でも、複数の雑誌での連載記事があった。
以前から何度か単発の作例が載ることはあった『ホビージャパン』では、"メダロット・ナビ パースペクティブ（立体感覚）"と題して、2001年9月号 (No.387) 以降4ヶ月（一度休止あり）にわたって登場メダロットが立体化された。模型製作は全て模型の王国が担当。掲載されたのは順にグランビートル、ソニックスタッグ、ブレザーメイツ、ドライシイスト、ナビコ。初回のみ2体掲載で、これはゲームのキャンペーン賞品にもなったものである。
また『Colorful PUREGIRL』でも連載された。

## ラジオ
『メダロット ガールズミッション ラジオハイスクール』のタイトルで、2016年1月10日から4月3日まで超!A&G+にて配信されていた動画ラジオ番組。全13回。毎週日曜日 18:30 - 19:00 配信。パーソナリティは木戸衣吹（豊穣みのり 役）、洲崎綾（海堂めぐみ 役 ※第2回放送より出演）。

## デザイナー
メダロットシリーズは主に原作者であるほるまりん自身がキャラクター・メダロットデザインを行っている。しかしそれ以外のデザイナーを起用した作品もある。
前述の通り、『R』のメダロットのデザインを担当したのはまるかたである。『真型』のキャラクター、メダロットデザインは北沢直樹。
『4』でのメダロット80体、『5』のメイン男女2人以外のキャラクター、メダロット110体はTAGROがデザインを担当した。
『navi』では、メインデザイナーの藤岡建機の他にも様々なデザイナーが参加した。100体以上登場するメダロットのうち、核弾頭（ヒライユキオ）はソーナンズのテントウムシ型、カマキリ型、カメムシ型で初期型・可変型それぞれや、アシカ型、ニワトリ型、クロコサギ型、ブタ型など、20体ほどのベースデザインを担当し、まるかた、『ホビージャパン』で作例を担当した模型の王国などもデザインに参加している。これらのデザインは、最終的に藤岡建機がデザインの統一を行った。
加えて、一般公募によるメダロットの募集は『4』以後恒例となっていたが、『navi』では『コミックボンボン』誌上で行われた読者参加企画「X計画」を反映させたために、特にそれが多い。中には『ボンボン』で『ハダカ侍』を連載していた漫画家サダタローのデザインした機体もある。
『7』以降、ほるまはメダロットデザインのみ行い、キャラクターデザインはその都度変更されている。7、Dualはむっく。8、9は神藤かみち。ガールズミッションは泉彩。
なお、ナンバリングシリーズの人間のキャラクター名について、何らかの共通テーマが含まれている（1が農作関係、2から4が酒関係など）。

## 起源
もともとのメダロットのモチーフは、人間のグラディエーターのようなものを戦わせるものだった。その断片は、『メダロット』連載開始直前、『コミックボンボン』1997年5月号に掲載された短編漫画「ボンボンオリジナルゲーム計画発動!!ほるまの世界征服日記」からもうかがえる。その内容は、メダロットの誕生を大幅な脚色を交えて追ったもので、ボンボン編集部とイマジニアに一度不採用とされたほるまの企画が、手直しを受けて『メダロット』として完成していくさまが描かれていた。